# José Antônio Daudt
José Antônio Daudt (Porto Alegre, 8 de março de 1940 — Porto Alegre, 4 de junho de 1988) foi um jornalista, político e radialista brasileiro.  
Foi eleito deputado estadual pelo PMDB, com 21.429 votos, para a legislatura 1987-1991, durante a qual teve aprovado o seu projeto proibindo os aerossóis contendo clorofluorcarbono.
Morreu assassinado a tiros no bairro Moinhos de Vento, em Porto Alegre. O principal suspeito do crime, o médico e também deputado estadual Antônio Dexheimer. Comentava-se à época na imprensa gaúcha que Daudt teria um caso com a mulher do médico. O caso foi julgado em 1990 pelo Tribunal de Justiça do Estado do Rio Grande do Sul e o réu absolvido por falta de provas. Sem nenhum condenado, o crime prescreveu em 2008.